# Mourad Belhadj
Mourad Belhadj (en arabe : مراد بلحاج) est un footballeur international algérien né le 2 mai 1964 à Oran. Il évoluait au poste d'attaquant.

## Biographie

### En club
Il évolue en première division algérienne avec son club formateur, l'ASM Oran et le MC Alger, avant de finir sa carrière footballistique dans des clubs de divisions inférieures.

### En équipe nationale
Il reçoit deux sélections en équipe d'Algérie entre 1983 et 1986. Son premier match avec Les Verts a eu lieu le 17 février 1986 contre l'Arabie saoudite (nul 0-0). Son dernier match a eu lieu le 21 février 1986 contre la même équipe (nul 1-1).

## Palmarès
ASM Oran
- Coupe d'Algérie :
  - Finaliste : 1982-83.